# He Xiaoli
He Xiaoli es una deportista china que compitió en judo. Ganó una medalla de bronce en el Campeonato Asiático de Judo de 2005, en la categoría de –63 kg.

## Palmarés internacional
| Campeonato Asiático | Campeonato Asiático  | Campeonato Asiático | Campeonato Asiático |
| Año                 | Lugar                | Medalla             | Categoría           |
| ------------------- | -------------------- | ------------------- | ------------------- |
| 2005                | Taskent (Uzbekistán) | Medalla de bronce   | –63 kg              |